# Dietrich Nagel
Dietrich Nagel (* im 15. Jahrhundert; † im 15. oder im 16. Jahrhundert) war Domherr in Münster und Archidiakon zu Warendorf.

## Leben
Dietrich Nagel entstammte dem westfälischen Adelsgeschlecht Nagel, welches seinen Ursprung in der Grafschaft Ravensberg hatte und sich im 16. Jahrhundert bis ins Rheinland und in die Niederlande verbreitete. Er war der Sohn des Hermann Nagel zu Königsbrück (1488–1552) und dessen Gemahlin Ursula von Schade zu Ihorst. Er studierte an der Universität Erfurt und erwarb dort das Baccalauréat. Am 12. April 1474 erhielt er eine münstersche Dompräbende, die durch den Tod von Dietrich von Wisch frei geworden war. Am 7. Februar 1493 wurde er Archidiakon zu Warendorf.